# Moorkampgraben
Der Moorkampgraben ist ein kleiner Bach auf und am Friedhof Ohlsdorf. Er durchquert mehrere Teiche, bevor er in den Bramfelder See mündet.

## Verlauf
Er beginnt nordöstlich des Friedhofs Ohlsdorf nahe der Straße Haidlandsweg. Er verläuft am nordöstlichen Rand des Friedhofes. Auf Höhe der Straße Weißbirkenkamp durchfließt er einen kleinen Teich. Er verläuft weiter Richtung Süden, verrohrt bis zum Pröckelmoorteich, danach verläuft er als Inselkanal bis zum Inselteich. Danach fließt er als Kanal, auch Z-Teich genannt, unter dem Otto-Linne-Denkmal hindurch in den T-Teich, danach fließt er verrohrt weiter bis zur Mündung in den Bramfelder See.